# 潘汉年
潘汉年（1906年1月12日—1977年4月14日），曾化名萧叔安，男，江苏宜兴人，中国左翼作家、政治人物。潘汉年早期负责中国共产党对外宣传工作，后转为负责中共情报工作，长期作为中共在上海、香港的情报负责人进行活动，传递过大量有利于中共的情报。中华人民共和国成立后，担任过上海副市長，1955年被秘密逮捕，1963年被最高人民法院定罪入狱15年、剥夺政治权利终身。毛泽东批示潘汉年为叛投国民党的CC派人物，应当处决但是不宜处决。1966年文革开始后重新收监，经三年重审后被开除党籍、判处无期徒刑，下放劳动改造；1977年4月逝世。
潘汉年在1982年獲得平反，被中共中央追评为“優秀忠誠的共產黨員”，被中共统战部评价为“有大功于党的统一战线事业的忠诚战士”，被认为是最早从事党的文化统一战线工作的领导人，协助实现了中国共产党和中国国民党领导下地方军阀的合作和第二次国共合作，对1948年全国政协的召开具有重大的贡献。

## 生平
潘汉年是江苏宜兴归径乡陆平村人。父潘莘臣，开私塾，一度被选为宜兴县议员，曾祖父為清朝舉人潘亭山。潘汉年早年在和桥镇彭城中学和武进县延陵公学读中学。1924年秋到无锡唐文治先生创办的国学专修馆学习。1925年春节前在母亲主持下，与一许姓女子结婚。

### 左翼作家生涯
1925年3月12日，孙中山逝世，举国震动。江苏省无锡锡社负责人、时任中国共产主义青年团团员、后来成为中共领导人的秦邦宪（博古）在无锡筹划举行孙中山先生追悼大会。潘汉年来到会场，自荐参加筹备工作，后应博古之请，做宣传和保卫工作。3月下旬，《中国青年》主编恽代英来无锡参加追悼大会，经博古介绍与潘汉年相识。恽代英建议潘汉年去上海工作，潘汉年即赴上海，经陈伯吹介绍任上海中华书局《小朋友》周刊的校对员。

### 加入中国共产党
1925年11月，潘汉年经共济会的王弼、阮仲一介绍参加中国共产党。1926年底，应国民革命军总政治部副主任郭沫若邀请赴南昌编辑《革命军日报》，后任总编辑，国民革命军总政治部宣传科科长。国共分裂后，赴上海，任“江苏省委上海文化工作党团”干事会书记。1928年担任中共中央宣传部文化工作委员会书记，1930年中共中央下令籌組中國左翼作家聯盟（左聯）來發展無產階級文學與思想鬥爭，選出魯迅、錢杏邨、沈瑞先為主席團，潘汉年擔任團书记。潘汉年积极参加左翼作家的活动，参加创造社與周全平、葉靈鳳合編《A11》週刊批評既得利益者與執政當局，發行到第5期遭國民政府下令查禁停刊；隨後再與葉靈鳳共組幻社發行《幻洲》半月刊，繼續批評國民政府反共清黨，1928年年初遭勒令停刊；潘汉年再發行《戰線》週刊來提倡共產革命，並依中共指示在创造社串聯陽翰笙、李一氓等左翼作家推動階級革命與反政府鬥爭。
1930年9月，博古从莫斯科回到上海，被分配到全国总工会任宣传干事，同时在《劳动报》任编辑。1930年10月，潘汉年从左翼文艺运动委员会调到中共中央宣传部《红旗日报》任总采访，和在中宣部任党刊《真理》编辑的王稼祥住在一起。1930年10月下旬，博古在莫斯科中山大学的挚友沈泽民也回到上海，分配在中央宣传部任新闻宣传主管，是潘汉年的领导。由于大家都在搞报刊宣传工作，不久博古和潘汉年又重逢了。当时的中央宣传部长是李立三。
1931年1月中共六届四中全会后，王明担任江苏省委书记，进入中央政治局。1931年1月博古应王明请求推荐潘汉年作为宣传干部。1931年1月底，潘汉年因此获任为中共江苏省委宣传部长。

### 参与情报工作
据刘进中回忆录，1930年他以“张放”的名字加入佐尔格在上海的情报系统时，就是中共中央代表潘汉年表示认可。
1931年2月，何孟雄、林育南、李求实被逮捕处决。4月27日，领导中共中央特科工作的顾顺章送张国焘去鄂豫皖根据地后，在武汉被捕后旋即投降国民政府。6月21日中共中央总书记向忠发遭逮捕后叛变。这一些列事件致使周恩来夫妇等一批中共领导人置于危险之中，導致數千人被殺被捕，嚴重威胁了中共领导人王明與中国共产党的安全。
1931年，潘汉年与其助手欧阳新介绍同为左翼作家的袁殊入党，袁殊后作为中共、军统、中统、日军、汪精卫政府等五重间谍，成为潘汉年与各势力之间沟通的管道之一，也因潘汉年在战后被捕。
1933年1月，中央机关迁入中央苏区。潘汉年和特科暂留在上海中央局工作。
1933年5月14日，左翼文化人丁玲和潘梓年一起被捕（“潘丁事件”）。潘梓年与潘汉年是堂兄弟，1930年前后两人都从事左翼文化活动，常有接触，被捕时任中共江苏省委机关报《真话报》总编辑。丁玲和潘汉年也有过接触。为了防止意外，上海中央局书记李竹声决定让潘汉年撤出上海，转移到中央苏区工作。1933年6月中旬，潘汉年到达瑞金。此时杨尚昆去红三军团任政治委员，潘汉年就接任杨尚昆原来的工作，任苏区中央局宣传副部长兼赣南省委宣传部部长，与时任中央宣传部部长的张闻天同住一个楼层，楼下则是博古和陈云。 
1933年11月，閩變爆發，十九路軍成立「福建人民政府」，潘汉年以中华苏维埃临时中央政府和红军全权代表的身份，與徐名鴻代表福建政府，共同簽訂〈中華蘇維埃共和國臨時政府及工農紅軍與福建政府及十九路軍反日反蔣的初步協定〉，確立了雙方軍事貿易上的互助合作，福建人民政府並希望透過中共得到蘇聯的承認。1934年1月，閩變失敗，國民政府中央軍進入福州，潘汉年逃往香港。1934年10月6日，中共中央派潘汉年、何长工为正式代表，前往驻筠门岭的广东军阀陳濟棠的第七师谈判，随身携带了一封由周恩来亲自起草、朱德签署的致粤军第七师师长黄廷桢的书信。经过三天三夜的紧张谈判，最终达成了五项协议：
一、就地停战，取消敌对局面；
二、互通情报，用有线电通报；
三、解除封锁；
四、互相通商，必要时红军可在陈的防区设后方，建立医院；
五、必要时可以互相借道，我们有行动事先告诉你，陈部撤离四十华里。我军人员进入陈的防区用陈部护照。
10月16日，陈济棠第七师的代表向共方传达了陈的两项决定：（一）暂时拨给红军弹药10余万发；（二）盐、布准予放行，要求红军设法从筠门岭转运至苏区，并迅速订出反蒋的整个军事计划。这时中央红军已经开始战略转移，并很快突破了第一道封锁线，一个非常重要的原因就是陈济棠的部队奉命边打边撤，没有认真对红军实行堵截。
1934年10月20日长征开始前，博古把潘汉年从赣南省委宣传部部长的岗位上调回来担任红军总政治部宣传部长兼地方工作部部长，同部队一起转移。
遵义会议后，1935年3月5日中共中央接到红六军团任弼时来电，获悉上海中央局1934年10月遭破坏，决定派潘汉年出去恢复白区工作，打通上海同国际的联系，如联系不上，再到莫斯科去。中央组织部部长李维汉则向潘汉年介绍了离队后先到贵阳城寻找地下党组织的联络方法。受领任务后，潘汉年与陈云具体讨论了到上海后的联络方式，约定以在潘的家乡宜兴县的表妹吕鉴莹处为基本联络点。吕鉴莹的丈夫潘渭年（即潘企之）又是潘汉年的堂弟在上海坚持地下斗争。潘汉年化装成商贩“杨涛”到贵阳。贵州的第一个地下党支部负责人秦天真通过黔军第一○三师参谋长黄大陆、邓止戈、缪正元、邹凤逸、王树艺等搜集国军专用密电码、作战地图、电报联络代号和飞机识别标志等重要物品和信息交给了潘汉年，安排了贵阳一中的党员女高中生蓝云臧随行掩护。潘汉年向秦天真传达了三点中央指示：
- 迅速建立起贵州省工委；
- 准备迎接中央红军建立面向贵阳、遵义，备考川滇的川滇黔苏区；
- 搜集贵州军事地图、军用密码、空地联络符号等。

潘汉年离开贵阳，经独山、柳州、梧州，先搭乘轮船抵达广州，转赴香港。潘汉年与在家乡宜兴县的表妹吕鉴莹联络，获知吕鉴莹的丈夫潘渭年在上海没有危险；经吕中转与潘渭年约定在上海见面，潘汉年乘船北上到上海。蓝云臧完成任务后，就到北京读大学去了。潘汉年到上海后，在潘渭年的联系下找到了上海临时中央局宣传部负责人董维健，再经董联系上上海临时中央局负责人浦化人见面。浦化人向潘汉年介绍了上海的严峻形势，共产国际方面已经没有人在沪，认为潘汉年继续留沪不仅无法开展工作，而且还有相当大的危险。浦化人等提议，潘汉年暂时回香港，等候上海方面与中共驻共产国际代表取得联系后，再通知他回来。于是潘汉年又折回香港，专候上海方面的消息。1935年6月中央红军夺取泸定桥后，陈云出发经成都转上海，通知潘汉年立即前来商量下一步的行动计划，并设法找到了前往苏联的途径。1935年6月间，中共驻共产国际代表团获悉潘汉年、陈云、杨之华抵达上海，从海参崴派出老交通员梅龚和共产国际代表一起赴上海，于7月初抵沪，任务是：
- 催促苏区快派代表参加共产国际七大；
- 把潘汉年、陈云、杨之华接到苏联；
- 取消上海临时中央局，通知其负责人赴苏，接管上海到各苏区的交通关系。

潘汉年、陈云于1935年7月间在上海见面后，一致认为上海形势险恶，暂时还没有恢复白区工作的条件，决定先后乘船经海参崴去莫斯科。8月5日，潘汉年送陈潭秋、杨之华等乘船出发。8月潘汉年化名“水番三郎”，乘坐苏联货轮“东方号”，于1935年9月中旬到达莫斯科。潘汉年化名“白林”。王明听了陈云、潘汉年关于遵义会议及前后情况的详细报告后。潘汉年列席了少共国际第六次代表大会。陈云因恢复上海的白区工作，暂缓赴苏。8月中旬上海党组织再遭破坏，根据共产国际在沪代表的意见，陈云不得不离沪赴苏，行前把与中共中央联络的密电码、2000元经费留给了上海地下党组织的邱文，于9月初与陈潭秋、曾山、杨之华一起乘苏联货轮赴海参崴转，于9月下旬到莫斯科。
1935年第四季度，潘汉年在卢镜如的陪同下，在共产国际学习“新编密码办法”和“第一套新编密码”，经过三个月的训练，完全背熟。

### 协助实现第二次国共合作
1935年12月21日，国民政府驻苏联大使馆武官邓文仪奉蒋介石之命返回莫斯科，负责与中国共产党取得联系并进行谈判。邓文仪到莫斯科后，先是直接写信给共产国际执委会秘书处，请其转交中共驻共产国际代表团团长王明，要求与王明直接会面，就国共两党关系问题进行秘密商谈。由于此信发出后一连数日未得回音，邓又找到中华民族解放行动委员会驻莫斯科的代表胡秋原帮助联络王明，以便见面详谈。中共代表团得到消息后，于1936年1月11日专门召开会议进行讨论，决定先由潘汉年出面见邓，了解其真正动机，再视情况决定是否由王明出面。1936年1月中旬，王明找潘汉年说：蒋介石派国民党政府驻苏使馆武官邓文仪，来找我商谈国共合作抗日问题，这可是一件大事情；我和陈云商议，陈云说你是个“谈判高手”，因此我们商定派你以中华苏维埃中央政府副外交人民委员身份，去和邓文仪接触；办完这件事，你再回国。1月13日晚，潘汉年在胡秋原的寓所密会邓文仪，这是第二次国共合作谈判中两党比较高级的领导人之间最早的一次秘密会见。邓文仪向潘汉年具体介绍了南京方面关于两党合作的基本考虑和初步设想。接着，1月17日、22日、23日，王明三次会见了邓文仪。前面两次是正式谈判，进展非常顺利，并确定25日安排一名中共代表与邓文仪同赴南京谈判。不过由于23日蒋介石紧急召回邓文仪，邓文仪临时约见王明（有的史料说是约见潘汉年）告知此情。但确定1936年7月在南京和国民党代表陈果夫继续深谈。王明让潘汉年赶紧回国，向张闻天报告国共谈判情况，向张闻天阐明建立反日民族统一战线是当前的首要任务，也是唯一的能够动员全国人民去与帝国主义作神圣的民族革命斗争的策略，要中共中央把与蒋介石商谈“合作抗日”作为首要的中心工作来抓。
1936年2月24日，潘汉年经列宁格勒，准备乘希腊客轮绕道香港回国。不料希腊政治情况突然变化，船出海两天后又折回列宁格勒。直到旅游旺季的4月8日，潘汉年才以旅游者的身份，乘坐国际列车，取道巴黎，从马赛乘船到达香港，此时已是1936年5月中旬了。潘汉年到香港后得知中央红军已到陕北，而上海由于李竹声、盛忠亮的叛变，白色恐怖特别严重，进入上海十分危险。这时距和邓文仪商定的7月会见陈果夫的时间已经很近了，先回陕北再来南京时间上恐怕来不及了，而且怎样过上海也是个大问题。于是他在香港给陈果夫发信，告诉陈，他已到香港，让陈果夫派人来和他联系。1936年7月7日，陈果夫派人在香港《生活日报》上，登了一则寻人启事：“叔安弟：遍访未遇，速到九龙酒店一叙。兄黄毅启。”（肖叔安是潘汉年在莫斯科与邓文仪谈判时用的化名）见面后，才知道黄毅是国民党中央委员、组织部调查科总干事张冲的化名。与张冲一起，潘汉年平安到达南京。可是当陈果夫、陈立夫兄弟得知潘汉年尚未和陕北朱德、毛泽东、周恩来见面后，便不肯亲自出面，派铁道部次长曾养甫来和潘汉年谈，要潘先回陕北，将中共中央和红军的谈判条件带来南京，然后再和二陈进行正式谈判，并给了潘汉年特别通行证。潘汉年在1936年8月1日乘火车到达西安，8月8日顺利到达中共中央所在地陕北的保安。张闻天、毛泽东、周恩来一起听取潘汉年传达共产国际的指示，以及潘在南京同国民党当局联络国共合作抗日谈判情况的汇报。据称仅仅向时任中共领导人张闻天单独汇报：张闻天与王明、博古属于同一派系，加之潘汉年身负重要密码却无故滞留香港两个月，引起毛泽东不满。然而有学者考证反驳称，当时周恩来、毛泽东共同听取了潘汉年的报告，且密电码早已在之前的活动中带回国，这种对毛泽东不满的猜测不成立。1936年8月10日，张闻天召集政治局会议，讨论同国民党进行谈判的有关问题，博古也从瓦窑堡前来参加会议。潘汉年也列席了这次政治局会议。8月11日毛泽东即曾致电当时在张学良部中的中共代表刘鼎，要他设法派飞机到肤施接潘汉年，以便快晤张学良。8月25日中共中央起草《中国共产党致中国国民党书》，呼吁实现国共两党的重新合作；9月1日中央书记处向党内发布《关于逼蒋抗日问题的指示》，明确把“抗日反蒋”的口号调整为“逼蒋抗日”方针。1936年9月24日，潘汉年离开陕北保安前往南京。10月14日，中共中央正式任命他为中共谈判代表。由于国民党在谈判桌上提出更加苛刻的条件，中共中央决定周恩来暂不出去，由在上海的潘汉年作为代表，同国民党方面作初步谈判。10月22日，毛泽东电告潘汉年，要他带上中共中央起草的《国共两党抗日救国协定草案》，“直接去见陈立夫”。于是，潘汉年就成了国共谈判桌上中共方面的最高代表，直接同陈立夫对话。11月9日，潘汉年只身从上海赴南京联系陈立夫，不料正在寻找潘汉年的陈立夫已飞往上海。经张冲电话协调，潘汉年连夜折回上海寻陈。10日，潘汉年与陈立夫终于在上海沧州饭店会晤。然而，这时西北军事形势对国民党颇为有利，蒋介石借机大大提高谈判的条件，强调必须先解决军事问题。潘汉年指出：“这是蒋介石先生站在剿共立场上的收编条件，不能说是抗日合作的谈判条件。”由于国民党方面明显缺乏诚意，这次谈判没有收到任何实质性结果。随后，潘汉年又与陈立夫在上海、南京两地正式谈判了两次，由于蒋介石坚持收编立场，谈判依然没有进展，一度陷入了僵局。
1936年12月12日西安事变爆发后，中共中央指示在上海的潘汉年与南京接洽协调，协商解决事宜。潘汉年衔命赶往南京，积极与宋美龄、宋子文等联系沟通，推动了西安事变的和平解决。随后，他在上海、南京等地同陈立夫、宋子文等多次洽谈，妥善解决了国民党撤军、争取红军给养、释放政治犯等善后问题。直到抗日战争全面爆发后，潘汉年才完全结束了他作为中共在上海、南京与国民党谈判联络的全权代表的特殊使命，把主要精力投入到上海八路军办事处（简称“八办”）的工作中去。。

### 對日抗戰
1937年9月，潘汉年任八路军驻上海办事处主任。期间，为首版《毛泽东自传》题写书名。上海沦陷后，撤往香港。期间，潘汉年指示袁殊接受杜月笙的介绍及戴笠的委托，成为军统局上海区国际情报组少将组长。年底赴香港，与廖承志筹建八路军香港办事处。1938年9月，潘汉年回延安任中共中央社会部副部长。1939年赴港从事情报工作。1939年秋，中共中央社会部任命潘汉年组建领导设立华南情报局。

#### 接触岩井公馆
中共代表潘漢年在袁殊引荐下與日本駐上海領事館岩井英一會面，岩井要求中共與日本、東南局雙方情報相互交流，潘漢年答應會幫「岩井公館」（專門搜集重慶、英美情報的單位）在香港搜集關於英美、國軍的資料:96-113。隨後岩井英一協助潘與汪政府的影佐禎昭會面，雙方達成了互不侵犯的基本共識。1940年在經過饒漱石同意之下潘漢年與李士群取得聯繫，開始與新四軍展開交流合作。1941年潘漢年住進李士群的私人寓所，同年李士群成功捕殺國民政府最大地下抗日組織（上海區書記齊慶斌），戴笠：「李士群阻撓國府在淪陷區實施各種政策，凡足以獻媚日敵者，無所不用其極。另在杭州設無線電台，專偵察我軍事行動，實為抗戰以來罪大惡極之巨奸。」陳恭澍對李士群與中共聯手感到痛心：「七十六號（汪政府下以李士群為首的組織）」是殺人不眨眼的，他們是一夥漢奸、強盜、流氓及共黨份子組成的罪惡集團，以往人們以為「七十六號」只是一個罪惡的淵藪而已，但很少人瞭解，它還在暗中掩護共產黨地下活動，並協助共黨份子直接、間接打擊國民政府抗日工作人員。岩井英一的回憶錄《回想的上海》中說，「事實完全相反，是中共特務把通過國共合作得到的蔣介石為首的國民黨軍隊的情報提供給日方，目的存在弱化國民黨的意圖」。1943年6月25日，陳布雷呈給國民政府中央的電報指出：「共黨潘漢年現充新四軍代表，由李士群之拉攏，在京滬江淮一帶公開活動與敵偽交往頻繁，延安代表馮延壽（實際上其為饒漱石的人）（化名）在南京與日軍及汪精衛洽商政治停止摩擦、軍事停止衝突、物資相互交換等。」
1943年9月5日，毛慶祥呈給國府中央的電報：「敵方（日本）極力獻媚蘇俄，企圖完成聯俄聯共政策，尤其希望在中國聯絡共產軍牽制國民革命軍作戰之兵力，現奉日軍命令汪逆精衛會見八路軍毛澤東代表進行談判，而潘漢年早與汪偽正式談判妥協，且由汪偽介紹潘漢年與日軍領袖見面，東條認為此舉是與東軍聯俄互相配合之行動，但駐南京之日軍總司令長官畑俊六大將則堅持反對聯合。」。
1938年，日本驻上海领事馆成立“特别调查班”。袁殊此前作为报社记者与领事岩井英一长期保持信息互换关系，因而被招入作为少有的中国籍情报员。“特别调查班”后来成为了專門搜集重慶、英美情報的情报單位「岩井公館」。
1939年，袁殊按照军统指示暗杀七十六号负责人李士群，不料军统上海站站长王天木叛变导致袁殊被捕。岩井英一以袁殊外务省情报人员身份说服日本“梅机关”首脑影佐贞昭，将袁殊转回外务省，并要袁殊写下《兴亚建国论》，公开与日本人合作，并要求袁殊负责组建“岩井公馆”。潘汉年案中，许多人写信指责袁殊为汉奸，但袁殊坚称为潘汉年所指使。
后潘汉年在袁殊的介绍下以“一位叫胡越明的关心国事者”的身份與日本駐上海領事館岩井英一會面，岩井要求雙方情報相互交流，潘漢年答應會幫「岩井公館」在香港搜集情資。袁殊称自己未经潘汉年同意即披露了潘汉年的真实身份，而岩井英一并未点破“胡越明”的身份，双方心照不宣地进行信息交换，这一点日后被指认为袁殊的“重大政治错误”。
於是潘漢年開始定期向日方匯報重慶、國軍、英美動向，同時把日方情報交流原始電報傳回延安。1941年12月，日軍攻佔香港，由於岩井與潘的合作關係，中共在香港的地下工作人員得到岩井領事館的護送，潘漢年移往上海並取得日方簽發的特別通行證。隨後岩井英一協助潘與日本特务机关梅机关机关长影佐禎昭會面。潘汉年在與日本駐上海領事館岩井英一建立合作後，日本外務省開始由機密費中撥款，向中共提供總額超過2500萬美元的活動經費；後來潘汉年提出雙方停戰的要求，岩井英一便讓影佐禎昭與其會面建立與日軍直接合作的基礎。
1940年，袁殊应邀访日，根据多方情报与日本间谍活动判断，指出日军将进攻东南亚而不是配合苏德战场。这一情报经由潘汉年传回延安转告苏联。苏联自此可以将东线对抗日本的40万兵力悉数调往西线对抗德国，事后苏联向中共表示了感谢。

#### 出入七十六号
1940年，在經過中共中央的同意之下，袁殊引荐潘漢年與七十六號首领李士群取得聯繫，開始與中共展開交流合作。
1941年12月，日本对英美法宣战，上海租界沦陷，潘汉年决定亲自与李士群会面，地点在于李士群的私人寓所，共同参与会面的人还有：李士群太太叶吉卿、袁殊。后有称，潘漢年住進李士群的私人寓所，胡均鹤随后开始负责潘汉年的保卫工作以及潘与李的联络工作。同年李士群成功捕殺國民政府最大地下組織，上海區書記齊慶斌、區長陳恭澍被捕，戴笠痛恨李士群，称「李士群阻撓國府在淪陷區實施各種政策，凡足以獻媚日敵者，無所不用其極。另在杭州設無線電台，專偵察国民政府方面軍事行動，實為抗戰以來罪大惡級之巨奸。」
1942年4月，潘汉年与李宅再度会面，李士群为表诚意，透露了对苏北根据地进行“扫荡”的军事计划，还要求胡均鹤给予潘可支票簿以便资金获取，潘汉年婉拒未果，只得接受。同年9月，李士群经潘汉年委托协助“几个助手”前往苏北新四军根据地，李士群答应将潘汉年及时任中共江苏省委书记刘晓及王尧山等人护送到苏北。11月，潘汉年一行共五人至镇江，胡均鹤与汪伪镇江特工站站长刘毅接车，王尧山颇为紧张，指认胡为中共叛变者。潘汉年回应：“胡均鹤、刘毅虽然都是共产党的叛徒，但他们都是被国民党抓去后严刑拷打下自首叛变的，对国民党不会有好感，现在又落水做了汉奸，明知没有丝毫前途，因而想为我们党效点力，争取党的宽大。”翌日清晨，刘毅护送一行人过长江抵达仪征，一路护送到罗炳辉将军驻地附近。

#### 会见汪精卫
1943年4月，为刺探日军对新四军根据地扫荡计划，新四军政委兼中共华中局书记饶漱石派遣潘汉年前往上海负责情报工作。旋即潘汉年前往上海与胡均鹤见面，请求与李士群见面，胡均鹤陪同潘前往南京李家，因李外出会见汪精卫未能见面，随即开车前往汪公馆，在李士群安排下与汪精卫会面。尹骐撰写的《潘汉年的情报生涯》中描述称，汪精卫向潘汉年表达了请求共产党参与其政府治下的议会政治，表示共产党不应该和独裁的蒋介石联合，但是潘汉年断然拒绝之。根据王明回忆，「潘漢年是饒漱石根據毛澤東的命令派去和日軍與汪精衛談判的代表，而胡均鶴則是前日佔區和汪精衛的談判代表。」。但档案显示，毛泽东是在亲耳听到潘汉年否认后才发文亲自替他辟谣。这表示潘汉年会见汪精卫是其个人行为，明显与王明的说法不符。
随后胡均鹤陪同潘汉年返回上海，潘汉年以游走新四军和日占区的商人胡越明的身份介绍会见了李士群的军事顾问、日本华中派遣军谋略课长都甲大佐。会见中，他们各自说明了自己的看法，就日军与新四军和平共存互不侵犯达成初步共识。有人怀疑，在会见汪精卫的事后，潘汉年奉上了毛泽东的亲笔信。

##### 通敌叛国之争议
對於與日偽機關合作，中共解釋說是為了收集日本秘密情報，為八路軍和新四軍與日軍作戰發揮了作用。但是岩井英一的回憶錄《回想的上海》中說，「事實完全相反，是中共特務把通過國共合作得到的蔣介石為首的國民黨軍隊的情報提供給日方，目的存在弱化國民黨的意圖」。此次会面被国民党情报人员获悉，随后国方以此宣传并攻击中共。毛泽东得到潘汉年亲口否认后选择了相信，于是亲自发文为潘汉年辟谣此次会面。然而事实上会面确实发生了，潘汉年十二年来始终否认此事，只在唯一的知情人胡均鹤被捕后才承认。
1943年6月25日，陳布雷呈給國府中央的電報指出：「共黨潘漢年現充新四軍代表，由李士群之拉攏，在京滬江淮一帶公開活動與敵偽交往頻繁，延安代表馮延壽（化名）在南京與敵軍及汪偽洽商政治停止摩擦、軍事停止衝突、物資相互交換等。」1943年9月5日，毛慶祥呈給國府中央的電報：「敵方（日本）極力獻媚蘇俄，企圖完成聯俄聯共政策，尤其希望在中國聯絡共產軍牽制國軍作戰之兵力，現汪精衛正替日本拉攏八路軍毛澤東代表，而潘漢年早與汪偽正式談判妥協，且由汪偽介紹潘漢年與日軍領袖見面，東條認為此舉是與東軍聯俄互相配合之行動，但駐南京之日軍總司令長官畑俊六大將則堅持反對聯合。」蔣中正電令：「有無潘漢年在偽方活動，交兩統（中統、軍統）局查報。」
1943年10月7日，林蔚調查報告《呈復奸偽潘漢年與敵偽勾結情形》：「潘漢年在上海曾任十八集團上海辦事處主任，上海淪陷後仍潛伏於上海活動，據江蘇調流室本年3月13日報稱，南京偽方高級人員傳出消息，謂中共曾派潘漢年来甯洽談一次，內容結果汪精衛密不宣佈；另據偽特工消息，謂偽之與中共在滬人員有相當聯繫，偽特工並派胡均鶴經常來往蘇滬一帶，負責聯絡事情。」陳恭澍對中共與日軍聯手感到痛心，指责共產黨利用七十六号进行地下活動，直接、間接打擊國民政府抗日工作人員。
潘汉年会见汪精卫一事先未向中共高层批示，事后影响巨大也未做检讨，直至1955年才向中共中央上书检讨。1945年，饶漱石以中共华中局名义写信给毛泽东，称潘汉年在工作中违反纪律，当时正要会见潘汉年的毛泽东并未理睬。1955年，渡江战役中投共的多面间谍、亦是潘汉年与汪精卫见面的唯一见证人胡均鹤被捕，潘汉年后上书检讨此次会面后，随即被捕，毛泽东批示潘汉年从此不能信用，其与汪精卫会面一事日后成为其毛泽东判定其有“内奸”罪行的重要依据。潘汉年自己后来解释，自己当时与饶漱石不和，畏惧自己因坦陈错误受到责罚，而选择三缄其口。

### 第二次国共内战
1945年4月参加中共七大，会后留延安中央社会部工作。
1946年3月赴南京参加中共驻南京代表团。9月赴香港。在港时期，参与组织李济深、沈钧儒、黄炎培、马寅初、马叙伦、郭沫若、沈雁冰等大批亲共党派及无党派人士从上海等地转往香港，然后由香港通过海上通道转移到中共占领区，参与策动国民党政府资源委员会和上海海关两系统投降，参与组织国民党中央航空公司和中国航空公司在港机构和人员投降。
1949年4月赴北平，5月赴上海，此后在上海担任中国人民解放军上海市军事管制委员会秘书长。

### 中华人民共和国成立后
中华人民共和国成立后，先后任中共中央华东局社会部部长和统战部部长、中共上海市委副书记和第三书记、上海市人民政府副市长（1949年5月至1955年），后因涉及内奸罪被捕入狱。
1951年4月29日，潘汉年和市公安局局长扬帆主持了中共上海市委在逸园体育场（今文化广场）召开1万余人参加的大会，随后对军统保密局苏浙特别站站长封企曾等9人进行控诉和公审，判处死刑。11月15日，潘汉年在市政府第十二次行政扩大会议上作《关于开展精简节约运动的报告》，提出在市政府所属各单位中迅速普遍开展精简节约运动，进一步深入开展反贪污、反浪费、反官僚主义的斗争。
1952年，三反五反运动期间，潘汉年做“五反运动”动员报告，严厉指责资本家“忘恩负义、对党和政府猖狂进攻”。

#### 秘密逮捕
1955年两会期间，潘汉年随同上海代表团前往北京参会。过程中，袁殊到北京看望潘汉年，潘说：“凡是搞情报工作的大多数都没有好下场，中外同行都一样。”在北京的会议期间，潘汉年向陈毅坦白了1943年与汪精卫的会面始末以及对自己行为作出的检讨。陈毅翌日转呈给毛泽东。毛泽东随后批示：“此人从此不可信用。”并手谕：“立即逮捕审查潘汉年。”潘汉年即因内奸嫌疑，在上海代表团不知情的情况下，被时任公安部部长罗瑞卿到北京饭店秘密逮捕。一个月后，袁殊也因潘汉年的缘故被捕。
1955年4月，中共情报负责人李克农组织材料向中共中央政治局和书记处报告，反驳潘汉年的内奸嫌疑论据：
1. 中共中央有利用汉奸、叛徒、特务进行情报工作的指示，潘汉年奉命行事；
2. 利用李士群、胡均鹤等争议人物时，潘汉年均有正式的报告；
3. 潘汉年提供的许多情报对中共中央是决策性的，对中共有功；
4. 潘汉年参与了解的组织机密在任务中一直没有被泄漏；
5. 潘汉年的情报网络在当时仍然极其重要，毛泽东、周恩来应知情。

陈毅、李克农、周恩来、罗瑞卿等经手此事且负责过情报系统的官员对此次逮捕事件颇为意外，然而这些官员反对意见并未对案件起到多大作用，这件事情变为毛泽东一人拍板。潘汉年被捕后，长期作为潘汉年情报活动上级的时任国务院总理周恩来对情报系统官员所言：“我同潘汉年交往的历史最长，关系最深，我都不紧张，你们紧张什么？”
1956年4月26日，毛泽东在中央政治局扩大会议上谈到潘汉年时说：“什么样的人不杀呢？胡风、潘汉年、饶漱石这样的人不杀，连被俘的战犯宣统皇帝、康泽这样的人也不杀。不杀他们，不是没有可杀之罪，而是杀了不利。”被捕后，潘汉年被长期关押，而迟迟不受到审判。1955年，潘汉年被关押在公安部直属功德林监狱；1960年3月，伺秦城监狱建毕，移送秦城监狱。

#### 审判及释放
1962年，最高人民法院终于在潘汉年被关押七年之后对其进行了审讯，并在1963年1月公开宣判。同月，毛澤東在七千人参与的擴大的中央工作會議上的講話：「有個潘漢年，此人當過上海副市長，過去秘密投降了國民黨，是個CC派人物，現在關在班房裡頭，我們沒有殺他。像潘漢年這樣的人，只要殺一個，殺戒一開，類似的人都得殺。」这次讲话和前一次1956年谈及潘汉年的讲话，被部分人称为“十杀潘汉年”。然而这些讲话中，反而都没有提及要处死潘汉年，只是说“杀了不利”等。
1963年2月3日，潘汉年又被送往北京市公安局團河勞改農場。
当时公安部在审讯潘汉年时，罗列了三点罪行：
1. 在1936年背叛党组织，投靠国民党；
2. 抗战期间投靠日伪，充当汉奸，且会见汪精卫与日本情报人员；
3. 中共解放上海后，在上海掩护敌对特务势力，并向台湾供给情报，引发上海“二六大轰炸”。

而面对指控，潘汉年只承认面见汪精卫是个政治错误，其余概不认罪。负责审讯潘汉年的检察官彭树华回忆称，只有公安部某位领导提审潘汉年时，潘汉年才对投靠国民党的“罪行”认罪，据称是上级人员传话给潘汉年：只要承认了就判刑，判刑了就释放。
1963年1月，潘汉年案开庭，法庭上潘汉年无人辩护也无并未为自己辩护，因涉及国家机密采取不公开审判，只有中央直属机关和国家机关司局级以上的干部才可旁听，且少有地特地由香港购买录音设备记录此次审判。1963年6月，潘汉年因“内奸”、「反革命」被判處有期徒刑15年。
彭樹華在审判书中陈列潘汉年的罪行：「抗日戰爭期間，被告人又背叛祖國，秘密投靠了日本特務機關，當了日本特務，並與汪精衛進行勾結賣國求榮。1940年春，正當抗日戰爭的艱苦時期，被告人對於擊敗日本帝國主義喪失了信心，認為中國共產黨很難與日本對壘，中國將會出現第三國局面，想在日本方面找出路，於是便在上海會見了日本特務、日本駐上海總領事館副領事岩井英一，親筆寫了為日本特務機關蒐集情報的計畫，領了特別通行證，充當了日本特務……被告人投靠日本特務機關以後，又和汪精衛政權特務總部頭子李士群、胡均鶴陪同秘密會見了汪精衛」。
然而宣判后仅仅一个月潘汉年即被释放，后与妻子共同被安置在团河农场。1965年9月23日被假释，按八级干部待遇，每月发给200元生活费，享有自己的厨师和服务员，可以自由活动，可以进城探亲访友。
然而潘汉年案作为冤案却是经办案件的人所知晓的。经办案件的彭树华回忆潘汉年案件时，指案件卷宗清楚，但指控证据存在疑点，难以定罪而无奈是政治任务。时任最高法院院长谢觉哉将潘汉年比作岳飞，称：“他主张抗金，却被诬陷要谋反。难道当时没有人知道岳飞是被冤枉的吗？当然有人知道。但在当时，宋高宗一心要和金人议和，所以谁能救得了岳飞？”谢觉哉还评价说：“潘汉年案是很复杂的，涉及中央许多重大机密，直接领导潘汉年的是周总理和康生，许多事情毛主席也是知道的，对潘汉年的处理，是党中央定的。毛主席早有指示不判死刑。人不杀，就好办了，是非功过，总有一天会弄清白的。”

#### 文革
1966年，文化大革命开始，公检法等司法机关被暴动的学生冲击，最高人民法院办公楼被学生攻占，暴动的北京政法大学学生砸开了办公楼中的档案室。 1954年3月，毛泽东夫人江青收到上海发出的匿名信，详细地指控江青在二三十年代上海如何叛党变节的经历与其它风流丑事，江青利用司法机关失灵的情形，指控二三十年代在上海活动而有可能清楚江青过去的杨帆、饶漱石、潘汉年为反革命集团，要求逮捕。1967年5月22日，潘汉年被重新關回秦城監獄。
1970年7月，潘汉年被正式宣判「無期徒刑」，並永久開除中國共產黨籍。 
1975年5月29日，依照中央專案三辦的意見，夫妇两人由公安部十五局所屬的專案組和秦城監獄共同派人，「解押」潘漢年從北京乘坐1次列車，於清晨到達長沙，稍作停留，便與3天前先期趕到的潘妻董慧一起，乘汽車送往湖南省第三勞改農場（湖南省茶陵縣洣江茶場）。

### 去世與平反
1970年审判时， 潘漢年已罹患肝癌。1977年化名“萧叔安”的潘汉年在长沙劳改期间病亡，享年71岁，未能在死前恢复名誉。
1979年，从文革中恢复职务、担任刚成立的中央纪律检查委员会负责人的陈云负责历史冤假错案的平反工作。陈云曾多次表示潘汉年的判刑是有问题的，并且认为自己身为1936年的国共谈判的知情者，随着当年的人物一个个逝世，若不发声则再无人知晓真相，遂开始着手联系当年的当事人，为证明潘汉年清白组织材料。过程中，1979年10月24日，陈云因患重症需要手术，手术当日告知前来医院看望的时任国务院副总理姚依林：自己对潘汉年的案件放不下心。陈云嘱托姚依林将一封信转交给胡耀邦同志，要求复查潘汉年案，称自己希望在有生之年见证潘汉年的平反。
1980年11月3日，廖承志在讨论《关于建国以来党的若干历史问题的决议》内容时，表示：“我认为应当给潘汉年平反！”并且罗列了种种案件中的可疑之处，随后向陈云写信阐明自己的观点立场。与潘汉年在华中情报部共事的胡立教也对潘汉年案提出反证：“潘熟知我们党通讯密码的规律和方法，如果他是‘内奸’，就不可能不向敌人透露，而确凿的事实是直到全国解放，无论国民党和日伪系统，始终不知道我们的这一机密。”1980年底，陈云告知公安部，要求调阅潘汉年案的卷宗材料；1981年1月，要求公安部整理一份案件处理过程梗概送往中纪委。同时陈云还要求夏衍、廖承志等过去与潘汉年有较为密切关系的同志写材料呈交中纪委。
1981年3月1日，陈云写亲笔信给邓小平、李先念、胡耀邦、赵紫阳等人，并附廖承志信件，建议对潘汉年案复查，邓小平、李先念、胡耀邦、赵紫阳同意复查。1981年11月8日，中共中央党史资料征集委员会在北京召开“中央特科”党史专题座谈会，邀请当年健在人员进行座谈。各项调查后，认定潘汉年内奸罪名不成立，要求恢复其名誉。1982年8月23日，中共中央随后正式发出了《关于为潘汉年同志平反昭雪恢复名誉的通知》红头文件，指出：“潘汉年同志几十年的革命实践充分说明，他是一个坚定的马克思主义者，卓越的无产阶级革命战士，久经考验的优秀共产党员，在政治上对党忠诚，为党和人民的事业作出了重要贡献”，为其公开恢复名誉。
潘漢年的墓地位於上海福壽園。

## 著作
- 《离婚:中国现代文学史参考资料》上海书店 / 1983-12
- 《潘汉年诗文选》上海人民出版社 1995-12
- 《全面抗战论》上海三联书店 2014-01

## 影視形象
- 1997年，潘汉年 (电视剧)
- 2009年，建國大業